# Евграфов, Олег Леонидович
Олег Леонидович Евграфов (укр. Олег Леонідович Євграфов; род. 5 сентября 1935, Сумы, Харьковская область) — советский и украинский тренер по плаванию; Заслуженный тренер Украины (2001).

## Биография
Родился 5 сентября 1935 года в городе Бердянске Запорожской области Украинской ССР.
В 1959 году окончил Киевский институт физической культуры (ныне Национальный университет физического воспитания и спорта Украины), после чего в течение 1959—1969 годов работал учителем физической культуры в Тернопольской средней школе № 1. В 1969—1972 годах — аспирант Киевского института физической культуры.
С 1971 года — тренер Тернопольской ДЮСШ № 2. В течение своей тренерской деятельности подготовил 15 мастеров спорта и мастеров спорта международного класса. Среди его воспитанников — украинский пловец и тренер Александр Волынец.
В 2003 году Олегу Евграфову была назначена стипендия Кабинета Министров Украины как выдающимся спортсменам, тренерам и деятелям физической культуры и спорта.
О. Л. Евграфов является автором ряда статей по теории и методике спортивного плавания.